# Національна радіоастрономічна обсерваторія
Національна радіоастрономічна обсерваторія (англ. National Radio Astronomy Observatory, NRAO) — американський центр досліджень та розробок у галузі радіоастрономії. Обсерваторія проєктує, виробляє та експлуатує власні високочутливі радіотелескопи для використання вченими всього світу.
Фінансується федеральним Урядом США. Організаційно входить до складу Національного наукового фонду США. У науково-дослідних питаннях радіоастрономії керується організацією Associated Universities, яка діє у рамках угоди про співпрацю з державою.

## Майданчики

### Шарлоттсвіл, Віргінія
Штаб-квартира NRAO знаходиться в кампусі Університету Вірджинії в Шарлоттсвіллі (штат Вірджинія). Північноамериканський науковий центр ALMA, технологічний центр NRAO та центральна лабораторія розвитку також розташовані у Шарлоттсвіллі.

### Грін-Банк, Західна Вірджинія

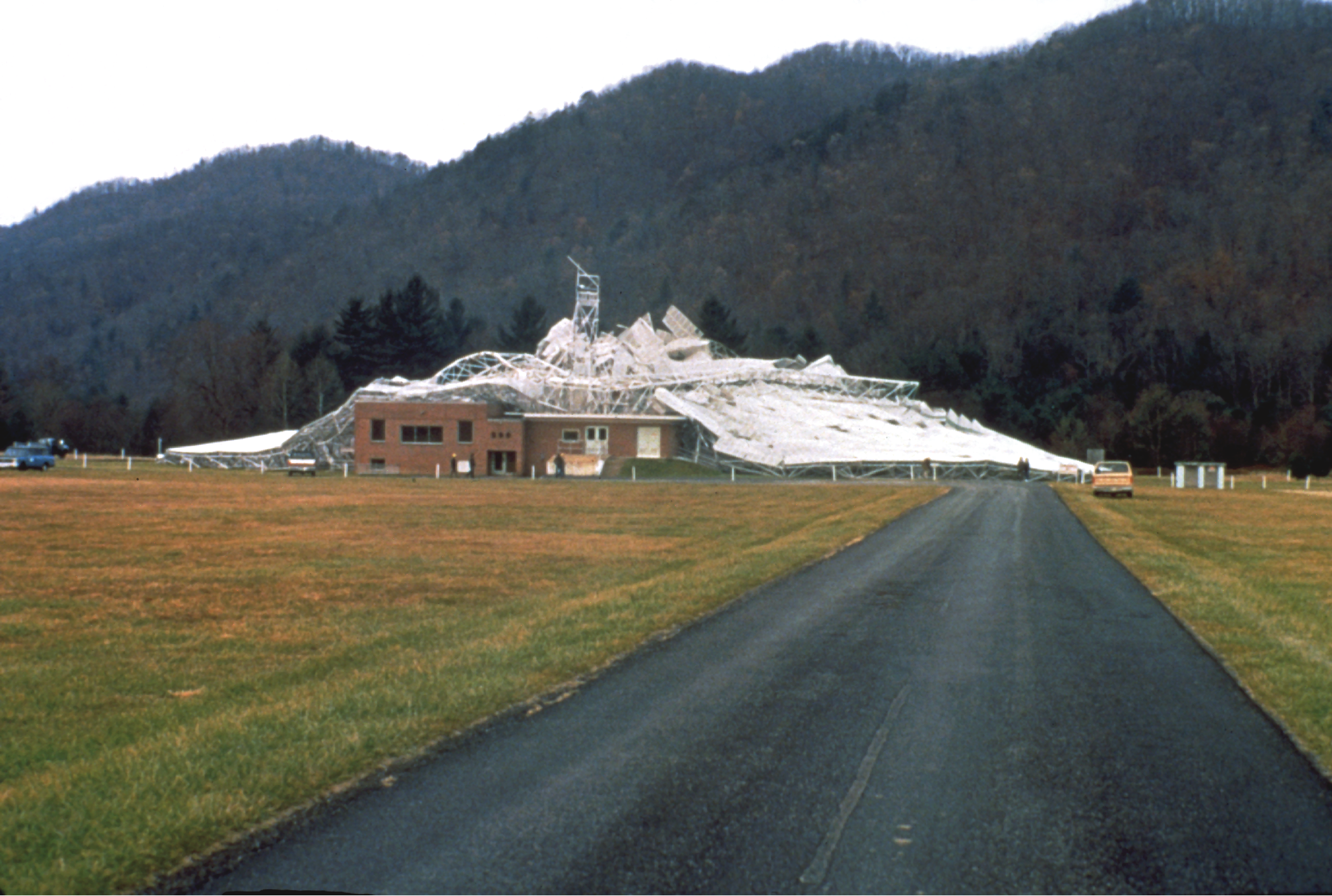
91-метровий радіотелескоп після руйнування в 1988 році

100-метровий Грін-Банкський радіотелескоп

До жовтня 2016 року NRAO була оператором найбільшого у світі повністю керованого радіотелескопа Грін-Банк імені Роберта С. Берда, який встановлено біля Грін-Банка (Західна Вірджинія). Обсерваторія містить кілька інших телескопів, серед них 43-метровий телескоп, який використовує екваторіальне кріплення, нетипове для радіотелескопів, три 26-метрових телескопи, що утворюють Грін-Банкський інтерферометр), 12-метровий телескоп, що використовується шкільними групами та організаціями для невеликих досліджень, стаціонарна рупорна радіоантена, створена для спостереження за радіоджерелом Кассіопея A, а також репродукція оригінальної антени, створеної Карлом Янським, коли він працював у Bell Labs для дослідження шумів, які виявилися раніше невідомими природними радіохвилями, випромінюваними Всесвітом.
Грін-Банк знаходиться в Американській національній зоні радіомовчання, яка координується NRAO для захисту майданчика Грін-Банк, а також Станції Шугар-Гроув, контрольованій Агентством національної безпеки. На площі 34 000 км² стаціонарні радіопередавачі мають отримувати спеціальні ліцензії, використовувати низьку потужність і вузьконаправлені антени, а в зоні, найближчій до телескопа, стаціонарні радіопередавачі повністю заборонені. З розширенням використання бездротових технологій та мікропроцесорів у всьому, починаючи з камер та закінчуючи автомобілями, стало важко захистити майданчики від радіоперешкод. Щоб допомогти в обмеженні зовнішніх перешкод, область навколо Грін-Банкської обсерваторії була засаджена соснами, що характеризуються голками певної довжини, щоб блокувати електромагнітні перешкоди на довжинах хвиль, що використовуються обсерваторією. У якийсь момент обсерваторія зіткнулася з проблемою білок-літяг, яких Служба рибних ресурсів та дикої природи помітила радіомітками. Електричні огорожі, електричні ковдри, несправна автомобільна електроніка та інші джерела радіовипромінювання були великими проблемами для астрономів у Грін-Банку. Всім транспортним засобам наказано працювати на дизельних двигунах, щоб мінімізувати перешкоди від систем запалювання.

### Сокорро, Нью-Мексико
Об'єкт NRAO в Сокорро — Центр управління масивом VLA імені Піта Доменічі. Він розташований у кампусі Гірничо-технологічного інституту Нью-Мексико і служить штаб-квартирою для Дуже великого масиву. Тут розміщено центр управління Антенним масивом дуже великої бази (VLBA). Десять телескопів VLBA розташовані на Гаваях, на Американських Віргінських Островах та у восьми інших місцях на всій території континентальної частини США. Саме на NRAO в Сокорро у 1997 році знімався фільм «Контакт».

### Тусон, Аризона
До 2000 року NRAO експлуатувала 12-метровий телескоп обсерваторії Кітт-Пік. Центр управління був розташований в кампусі Університету Аризони, в Тусоні, штат Аризона. 2000 року роботи на цьому телескопі були припинені, управління телескопом передано Університету Аризони, а фінансування перенаправлене на радіоінтерферометр ALMA у пустелі Атакама в Чилі. Тепер 12-метровий телескоп експлуатує Аризонська радіообсерваторія.

### Сан-Педро-де-Атакама, Чилі
Ділянка радіоінтерферометра ALMA лежить на висоті близько 5000 м на плато Чайнантор, у північній частині Чилі. Це близько 40 км на схід від міста Сан-Педро-де-Атакама, 130 км на південний схід від шахтарського міста Калама і близько 275 км на схід від прибережного порту Антофагаста.
.

## Нагорода
Лекція Карла Янського — престижна лекція, яку присуджує Рада піклувальників NRAO. Почесна можливість прочитати лекцію дається «за визначний внесок у розвиток радіоастрономії». У різні часи такі лекції читали Фред Хойл, Чарльз Таунс, Едвард Перселл, Субрахманян Чандрасекхар, Віра Рубін, Джоселін Белл Бернелл,Рашид Сюняєв. Лекція читається в Шарлоттсвіллі, Грін-Банку та Сокорро.